# 博菲塞勒昂利永斯
博菲塞勒昂利永斯（法語：Beauficel-en-Lyons）是法国厄尔省的一个市镇，属于莱桑德利区。该市镇总面积7.2平方公里，2009年时的人口为169人。

## 人口
博菲塞勒昂利永斯人口变化图示